# Apostolische Präfektur Kompong-Cham
Die Apostolische Präfektur Kompong-Cham (lat.: Apostolica Praefectura Kompongchamensis) ist eine in Kambodscha gelegene römisch-katholische Apostolische Präfektur mit Sitz in Kampong Cham. Sie umfasst die Provinzen Kampong Cham, Kratié, Stung Treng, Ratanakiri, Mondulkiri, Svay Rieng und Prey Veng.

## Geschichte
Papst Paul VI. gründete mit der Apostolischen Konstitution Superna voluntate die Apostolische Präfektur am 26. September 1968 aus Gebietsabtretungen des Apostolischen Vikariates Phnom-Penh.

## Apostolische Präfekten von Kompong-Cham
- André Lesouëf MEP (1968–1997)
- Antonysamy Susairaj MEP (2000–2019)
- Pierre Suon Hangly (2022–2025, dann Apostolischer Vikar von Phnom Penh)